# 千徳太郎治
千徳 太郎治（せんとく たろうじ、キリル文字表記：Таронди、1872年 - 1929年8月）は、樺太アイヌの教育者・知識人。樺太アイヌの歴史や文化、各地の地勢について詳説した著書『樺太アイヌ叢話』があり、初めて樺太アイヌ自身によって書かれた樺太アイヌに関する基本的な文献として知られる。

## 略歴

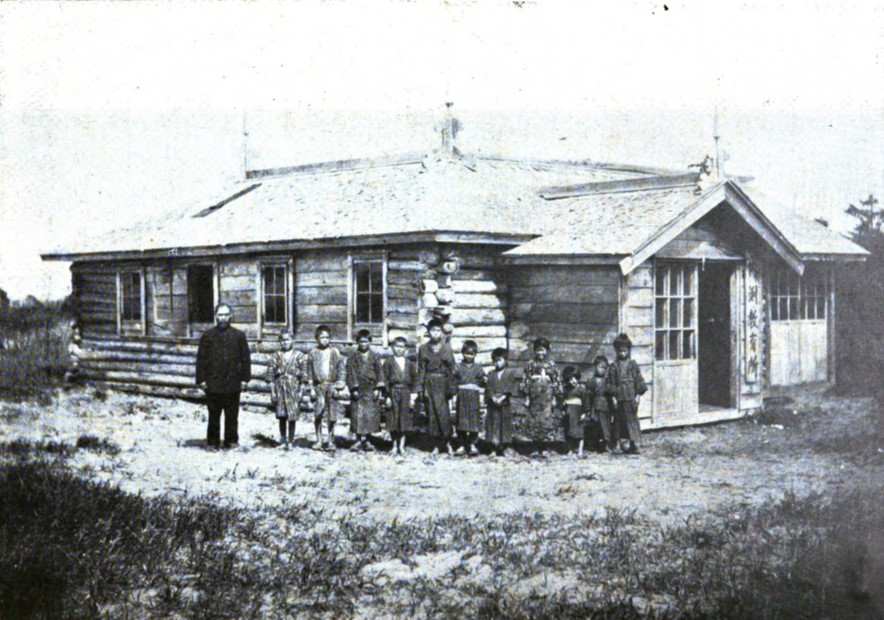
千徳とアイヌの児童。内淵土人教育所にて

樺太栄浜郡栄浜村内淵出身。父は和人の千徳瀬兵衛、母はアイヌのタラトシマであるが、アイヌのコタンでアイヌ語やアイヌ文化に身近に接しながら育った。1875年（明治8年）の樺太・千島交換条約締結により、石狩国札幌郡対雁への移住を余儀なくされるが、1895年に樺太に帰郷。内淵にポーランド人民族学者ブロニスワフ・ピウスツキが設立した、アイヌを対象にした学校で教員としてアイヌ児童の教育にあたった。ピウスツキと親交が深く、アイヌ語・日本語のほかにロシア語も理解し、キリル文字でアイヌ語を書き綴った手紙が残されている。
1929年（昭和4年）に没し、それとほぼ同時に唯一の著書『樺太アイヌ叢話』が出版されたが、アイヌ語辞典を編集中であった。その辞典の原稿の行方は不明である。